# Der Mann mit der Kamera (1933)
Der Mann mit der Kamera ist ein US-amerikanischer Kriminalfilm aus dem Jahr 1933 von Lloyd Bacon mit James Cagney und Ralph Bellamy in den Hauptrollen. Der Pre-Code-Film wurde von Warner Bros. produziert und basiert auf einer Originalgeschichte von Daniel Ahern.

## Handlung
Als Danny Kean aus dem Gefängnis entlassen wird, will er ein neues Leben beginnen. Er verlässt seine Gang und überlässt die Führung seinem Kompagnon Jerry, von dem er glaubt, dass er ihn, Danny, an die Polizei verraten hat. Danny träumt davon, Reporter zu werden, doch McLean, Chefredakteur des Skandalblattes Graphic News, der ihm einen Posten nach seiner Freilassung versprochen hat, stellt ihn nicht ein. Danny erfährt, dass der Herausgeber Grover dringend ein Foto des Feuerwehrmannes Hennessy sucht, der sich in der Brandruine seines eigenen Hauses mit den Leichen seiner Frau und ihres Liebhabers verschanzt hat. Danny schafft es mit einer List, in das Haus zu kommen und ein Hochzeitsfoto der Hennessys zu stehlen. Er wird zur Belohnung nun doch eingestellt.
Bei der Führung einiger Journalismusstudenten durch die Redaktion lernt Danny die Studentin Pat Nolan kennen. Die beiden gehen bald miteinander aus, was die Klatschreporterin Allison verärgert, obwohl diese mit McLean liiert ist. Entsetzt erfährt Danny, dass Pats Vater nicht nur Polizist ist. Lieutenant Nolan ist auch der Beamte, der ihn anschossen und festgenommen hatte. Natürlich verbietet Nolan seiner Tochter den weiteren Kontakt mit Danny. Er ändert seine Meinung, als Danny, auf McLeans Vorschlag hin, einen Artikel schreibt, der zu Nolans Beförderung zum Captain führt.
Die Graphic News sind als einzige Zeitung nicht zur Berichterstattung über die Hinrichtung einer Frau in Sing Sing zugelassen. Der Diebstahl der Einladung eines anderen Reporters bringt nichts. Erst mit Captain Nolans Hilfe, der für die Durchführung zuständig ist, kann Danny der Exekution beiwohnen, die er mit einer am Knöchel befestigten Kamera fotografiert. Die anderen Reporter finden Dannys Aktion heraus, der das Foto trotz einer wilden Verfolgungsjagd bei Grover abliefern kann. Das Foto wird am nächsten Tag veröffentlicht, woraufhin Captain Nolan degradiert wird und Pat Danny verlässt. McLean lässt Danny sich im Appartement der abwesenden Allison vor der Polizei verstecken. Unerwartet kommt Allison zurück und versucht, Danny zu verführen, der jedoch kein Interesse an ihr hat. Dennoch erwischt McLean ihn dabei, wie er von Allison umarmt wird, und wirft ihn hinaus.
Danny sucht Jerry auf und gibt vor, wieder zur Gang zu wollen. Die Polizei ist Danny gefolgt, es kommt zu einer heftigen Schießerei mit den Gangstern. Jerry wird tödlich getroffen, sein Todeskampf von Danny fotografiert. Den Polizisten gibt er an, verdeckt für Nolan gearbeitet zu haben, was Nolan eine erneute Beförderung einbringt. Danny kommt wieder mit Pat zusammen. Mit McLean findet er eine neue Stelle beim Daily Record.

## Produktion

### Hintergrund
Gedreht wurde der Film vom 19. Dezember 1932 bis Januar 1933 in den Warner-Studios in Burbank.
Die Hinrichtungsszene basiert auf einer wahren Begebenheit. Die Exekution der zum Tode verurteilten Mörderin Mae Ruth Snyder am 12. Januar 1928 im Gefängnis Sing Sing wurde von dem Fotoreporter Tom Howard mit einer am Knöchel befestigten Kamera aufgenommen. Das Foto erschien am nächsten Tag in der Daily News.

### Stab
Robert M. Haas oblag die künstlerische Leitung. Orry-Kelly war für das Kostümbild zuständig. Gordon Hollingshead arbeitete als Regieassistent, William Keighley als Dialogregisseur. Leo F. Forbstein dirigierte das Vitaphone-Orchester.

### Besetzung
In kleinen nicht im Abspann erwähnten Nebenrollen traten Hobart Cavanaugh, George Chandler, Cora Sue Collins, Dick Elliott, Sterling Holloway, Selmer Jackson und Vaughn Taylor in seiner ersten Filmrolle auf.

## Synchronisation
Die deutsche Synchronfassung entstand 1990 im Auftrag des Studio Hamburg Synchron.
| Rolle      | Schauspieler | Deutscher Synchronsprecher |
| ---------- | ------------ | -------------------------- |
| Danny Kean | James Cagney | Wolfgang Draeger           |

## Veröffentlichung
Die Premiere des Films fand am 26. April 1933 in Des Moines statt. In der Bundesrepublik Deutschland wurde er am 31. Juli 1990 im deutschen Fernsehen ausgestrahlt.

## Kritiken
Der Filmkritiken-Aggregator Rotten Tomatoes hat in einer Auswertung von über 100 User-Kritiken ein Publikumsergebnis von 66 Prozent positiver Bewertungen ermittelt.
Das Lexikon des internationalen Films schrieb: „Routiniert inszenierter Kriminalfilm mit melodramatischen Elementen, der deutlich als Vehikel für James Cagney in der Rolle des harten, mit allen Wassern gewaschenen Kerls dient.“
Pare Lorentz bezeichnete den Film im Magazin Vanity Fair als laute, triviale, unlogische Komödie, die als Entschuldigung  für James Cagney herhalte, um Taxifahrer, professionelle Ringer und College-Studenten zu erbauen.
Mick LaSalle bewertete im San Francisco Chronicle die 2008 veröffentlichte DVD und beschrieb den Film als obskur. Wenn man nie einen Pre-Code-Film mit James Cagney gesehen hat, solle man sich auf eine unerwartete Erfahrung vorbereiten. Cagney sei ein Ausbund an Intensität und dauerndem Erfindungsreichtum.